# Llibre de butxaca
S'anomena llibre de butxaca al tipus d'edició de llibres que es comercialitza amb un format especialment manejable (en  tapa tova, normalment) i amb un preu més assequible que el d'altres modalitats. L'edició de butxaca admet qualsevol tipus de gènere o matèria en el contingut dels llibres.

## Característiques
El llibre de butxaca és un típic producte de la societat de masses, amb tot, amb ell es va iniciar històricament la transformació de la indústria editorial en una indústria important i molt planificada, i, en aquest sentit, la seva producció està comercialment diversificada per a atendre la demanda de grups concrets d'individus (joves, aficionats a determinats gèneres literaris, etc.), cosa que constitueix la clau de la seva popularitat. D'altra banda, a més de trencar determinades jerarquies culturals, en posar al mateix nivell material obres clàssiques i obres populars, les seves característiques físiques ho s'oposen també a cert tipus de llibre tradicional, car i de format robust, quan aquest es constitueix per alguns sectors socials en símbol de classe.
El seu èxit rau, a més,
| « | a la petita grandària, que fa bons per a la lectura qualsevol temps i lloc, en l'atractiva coberta, que crida l'atenció i desperta curiositat, en el preu barat, aconseguit a base de la fabricació mecanitzada i en sèrie, i en una moderna comercialització, més semblant a la de la premsa que al tradicional comerç del llibre. | » |

En un altre ordre de coses, es discuteix si l'extensió del llibre de butxaca ha generat algun tipus de canvi social (en el sentit d'augment de nombre de lectors) o, per contra, simplement ha facilitat l'accés a determinades obres al públic que ja era lector.
La pressió del llibre electrònic ha portat a idear noves modalitats de llibre de butxaca, així, per exemple, el 2010 es va presentar el Dwarsligger («librino») danès, de format apaïsat i grandària molt reduïda.
La majoria de les editorials tenen col·leccions de butxaca. Normalment, publiquen les novetats en edicions  en cartoné, mentre que les reedicions dels títols més reeixits queden reservades a l'edició de butxaca, el que en moltes ocasions garanteix un augment considerable de les vendes i ingressos, respecte del que s'ha aconseguit amb l'altra edició. També, determinades col·leccions, per exemple, les de clàssics encaminats a la lectura escolar (universitària o no), se solen publicar directament en format de butxaca. En altres ocasions, tota la producció d'una editorial pot realitzar directament en aquest format.

## Història
La necessitat de publicar llibres amb aquestes característiques estava ja present en l'antiga Roma, on cap al segle I hi havia uns llibres anomenats pugilares, en forma de còdex, que es podien subjectar amb facilitat amb la mà.
Després de la invenció de la impremta, la primera col·lecció de llibres llançada amb la idea que resultessin còmodes per al seu ús durant viatges o passeigs ser la de l'italià Aldo Manucio, el seu format es descrivia amb l'expressió enchiridi forma, és a dir, llibres «amb forma compacta o de manual». Una cosa semblant va fer al segle xvii, a Holanda, la família Elzevir amb una col·lecció de clàssics.
A Alemanya, els mitjans literaris durant el segle xviii van tenir un caràcter més burgès que a França o Anglaterra, la lectura es va estendre socialment de forma considerable, fins al punt de crear-se societats de lectors. Aquesta passió lectora resultar útil als il·lustrats per propagar la seva literatura didàctica i, també, d'esbarjo. En aquest sentit, des Alemanya es van difondre a la resta d'Europa llibres de reduïdes dimensions i almanacs il·lustrats com a literatura d'entreteniment.
Ja al segle xx, almenys a Anglaterra, hi havia edicions de llibres barates i de baixa qualitat material conegudes com a penny dreadfuls (centrades en continguts escabrosos). Amb tot, la idea moderna del llibre de butxaca es va materialitzar en 1935 amb l'editorial anglesa Penguin Books. Creada per Allen Lane, publicava llibres econòmics (6 penics, com un paquet de cigarrets) i  en rústica (paper back), cuidant a més la qualitat dels textos i del material.
Quan la idea va arribar als Estats Units, el 1939 amb els paperbacks de l'editorial Simon and Schuster, va aparèixer el nom pocket book, literalment «llibre de butxaca», per referir-se a aquest nou format de llibres; van ser especialment populars entre els soldats de la Segona Guerra Mundial, per la seva facilitat per al transport i l'ús.
El 1972 va aparèixer a Itàlia el  mille lire, llibre a 1000 lires (el preu d'un cafè, llavors), quan el preu normal d'un llibre fins ara era de 34.000 lires. Ideat per Marcello Baraghini, el model va ser adoptat per altres editorials del propi país i de l'estranger, com va ser el cas a França dels llibres a 10 francs.
A Espanya, la primera editorial a editar una col·lecció de butxaca va ser Espasa Calpe, amb la «col·lecció Austral», iniciada el 1939 amb l'assaig La rebel·lió de les masses de José Ortega y Gasset. El disseny imitava en part el minimalisme de les edicions de Penguin i adoptava l'ús de colors per indicar el tipus de contingut. Més tard, la rellevància de les portades en les edicions de butxaca va ser significativament posada de manifest pel treball de Daniel Gil per a la col·lecció "El Llibre de Butxaca" d'Alianza Editorial.
Cap a mitjans de la dècada de 1990, quan el llibre de butxaca va començar a cobrar protagonisme a Espanya, a Alemanya i Gran Bretanya ja constituïa el 40% del negoci editorial. A finals de la dècada de 2000, el llibre de butxaca acaparava el 10% del mercat editorial a Espanya.